# Сиволап Василь Ігорович
Васи́ль І́горович Сивола́п (1989—2022) — український військовослужбовець батальйону «Свобода» Національної гвардії України, учасник російсько-української війни.

## Життєпис
Народився 29 грудня 1989 року.
Військовослужбовець батальйону «Свобода» 4-ї бригади оперативного призначення НГУ.
Загинув 15 листопада 2022 в районі Кліщіївки Бахмутського району Донецької області. Залишилися мама та брат.